# Eric Van Lancker
Eric Van Lancker (nascido em 30 de abril de 1961 em Audenarde) é um ciclista belga, profissional de 1984 a 1995.

## Biografia
Cheminot antes de passar a profissional, consegue durante a sua carreira 21 sucessos. Vence sobretudo o Amstel Gold Race em 1989 e Liège-Bastogne-Liège em 1990.
Após a sua carreira, dirigiu uma grande superfície. Resulta depois director desportivo nas equipas profissionais Farm Frites em 2000, US Postal em 2002, Davitamon-Lotto em 2005 e 2006, depois Navigators em 2007. Esta equipa desaparece em final de temporada. Trabalha então numa escola de ciclismo em Bruges. Em 2011, a equipa estadounidense Garmin-Cervélo contrata-o como director desportivo, com o fim de encher a ausência de Matthew White, despedido a começos de ano. Ele integrou a equipa durante a Volta ao País basco, e acompanha depois a equipa durante os clássicos Ardennaises.

## Palmarés

### Palmarés amador
- 1982
  - Prólogo da Giro do Vale de Aosta (contrarrelógio por equipas)
- 1983
  - 2.º da Flecha Ardennaise

### Palmarés profissional
- 1984
  - 3.º de Paris-Bruxelas
- 1985
  - Milk Race :
    - Classificação geral
      - 1.ª e 9. ª etapas

    - 2. ª etapa da Volta à Dinamarca

  - 6.º do Grande Prêmio de Frankfurt
  - 9.º da Flecha Wallonne
- 1986
  - 4a etapa de Paris-Nice
  - 22. ª etapa do Giro d'Italia
    - 9. ª etapa da Volta à Suíça
- 1987
  -     - 5. ª etapa do Festa Tour

  - 5tem etapa do Grande Prêmio Guillermo Tell
  - 2.º da Volta Mediterrânea
  - 2.º da Volta de Piamonte
  - 2.º da Giro de Lombardia
  - 3.º da Volta do Friesland
  - 3.º do Grande Prêmio de Fourmies
- 1988
  -     - 2. ª etapa da Volta à Cantábria
    - 2. ª etapa do Tour de France (contrarrelógio por equipas)
    - 1.ª etapa da Volta da Bélgica

  - 2.º da Volta à Bélgica
  - 9.º da Volta à Suíça
- 1989
  -     - 3. ª etapa da Volta do País basco

  - Amstel Gold Race
  - 7.º da Volta ao País Basco
  - 8.º de Liège-Bastogne-Liège
- 1990
  - Liège-Bastogne-Liège
    - 2. ª etapa do Tour de France (contrarrelógio por equipas)
    - 1.ª etapa da Escalada de Montjuïc

  - 2.º do Escalada de Montjuïc
  - 4.º da Final da Copa do mundo (contrarrelógio)
- 1991
  - Wincanton Classic
  - Grande Prêmio das Américas
  - 5.º de Liège-Bastogne-Liège
  - 7.º da Flecha Wallonne
- 1992
  -     - 3.º e 5. ª etapas da Volta de Vaucluse
    - 4. ª etapa do Tour de France (contrarrelógio por equipas)
- 1993
  - 3.º da Ruta del Sur
- 1994
  - Bruxelas-Ingooigem
- 1995
  - Volta do Leste da Bélgica
  - 2.º do Torre de la Côte Picarde

## Resultados na as grandes voltas

### Tour de France
7 participações
- 1986 : 89.º
- 1987 : 56.º
- 1988 : 74.º, vencedor da 2.ª etapa (contrarrelógio por equipas)
- 1990 : 100.º, vencedor da 2.ª etapa (contrarrelógio por equipas)
- 1991 : 84.º
- 1992 : abandono (8. ª etapa), vencedor da 4.ª etapa (contrarrelógio por equipas)
- 1994 : abandono (18.ª etapa)

### Giro d'Italia
4 participações
- 1986 : 14.º, vencedor da 22. ª etapa
- 1989 : 74.º
- 1990 : abandono (9. ª etapa)
- 1993 : 68.º

### Volta a Espanha
1 participação
- 1991 : chegada fora de tempo (12. ª etapa)